# سفارة تونس لدى دولة فلسطين
سفارة تونس لدى دولة فلسطين هي البعثة الدبلوماسية لجمهورية تونس لدى فلسطين، وتقع في مدينة رام الله.

## قائمة السفراء
| الترتيب | رئيس البعثة الدبلوماسية       | تاريخ الاعتماد الدبلوماسي | تاريخ الانتهاء | رئيس تونس | رئيس دولة فلسطين      | ملاحظات |
| ------- | ----------------------------- | ------------------------- | -------------- | --------- | --------------------- | ------- |
|         | أحمد الحباسي                  | 1999                      | 24 أكتوبر 2009 |           | ياسر عرفات محمود عباس |         |
|         | الحبيب بن فرح (قائم بالأعمال) | 2009                      | 2015           |           | محمود عباس            |         |
|         | الحبيب بن فرح                 | 10 أكتوبر 2015            | لا يزال        |           | محمود عباس            |         |